# Auchmophanes ochrospila
Auchmophanes ochrospila is een vlinder uit de familie van de spinneruilen (Erebidae). De wetenschappelijke naam van de soort en van het geslacht Auchmophanes is voor het eerst geldig gepubliceerd in 1908 door de Australische arts en amateur-entomoloog Alfred Jefferis Turner (1861–1947). Het type werd aangetroffen nabij Cairns in het noorden van Queensland in Australië. Het epitheton ochrospila is volgens Turner afgeleid van het Grieks okrospilos, "met bleke vlekken". Auchmophanes betekent "er smerig uitziend".